# 地蜡
地蜡是（亦作OZOCERUTE，这个词语来源于希腊文ozokēros，意思是“有气味的蜡”）。地蜡是一种自然形成的矿物蜡，颜色由淡黄色至暗褐色，主要组分为固体石蜡烴。地蜡常成薄的细脉和矿脉，填充在造山地带的岩石裂缝中。有一种观点认为，含有地蜡的石油在渗透岩石间的裂缝的时候，地蜡便沉积在那里，而在美国犹他州的矿坑裂缝的切面可以看到这一种过程。波兰的加利西亚、罗马尼亚、苏联和美国都有大型的地蜡。加利西亚的地蜡矿，由于石蜡的竞争，自1940年之后已经开始减产。提纯得到的地蜡，熔点为58～100ºC（130～212ºF）是用水煮然后再将浮上水面的蜡用硫酸精制，然后用木炭进行脱色。由于地蜡的熔点比典型加工生产的石蜡高，所以地蜡适合用来制作复写纸、皮革油、化妆品、电绝缘体或蜡烛。

## 作为绘画材料
地蜡可以用作结合剂，与油画颜料结合，产生一种有别于其他结合剂（例如松节油、松香树脂等）的视觉效果。蜡不会像油一样氧化，也不会变黄或者自己发生损耗，蜡涂的表面会形成一层保护层，比油的保护力更好，而且还可以防止外界的潮气，但不能承受来自潮湿墙壁内部的潮气。矿物蜡不适于代替蜂蜡，因为他们不那么柔韧，或视觉效果不那么令人满意。蜂蜡与矿物蜡在一起熔化后，冷却时仍会分离。如果蜡作为底子的其中一种成分，那么只有在你打算连续用蜡颜料作画时方可使用。蜡还可以作为一种添加剂用于管装颜料中以防止迅速硬化。

## 在化妆品中
在香脂（又称护肤脂，是保护皮肤的油性护肤品，作用是滋润皮肤，能有效防止干燥，冻裂。）,中含有地蜡。矿物性油脂和蜡类由于来源多以及稳定性高，至2012年为止在化妆品工业的量还算多。除了地蜡以外，常见的矿物性油脂和蜡类还有凡士林、石蜡、石蜡油、矿物油、微晶蜡等等。地蜡也用于口红之中，用于塑造硬度及结构强度。